# 天主教聖莫里斯自治會院區
天主教聖莫里斯自治會院區是天主教在瑞士一個自治會院區，直屬聖座，由聖莫里斯會管理。是天主教會現存十一個自治會院區之一。
會院始於515年9月25日，1840年7月3日院長永久獲得白冷主教的銜頭。1933年10月11日與錫永教區確定了邊界。
自治會院區位於瓦萊州聖莫里斯。2004年有5,670名名教友、五個堂區、五十五名司鐸。現任院牧是若瑟·羅迪伊。